# Tamiki Hara
Tamiki Hara (原 民喜, Hara Tamiki, 15 de noviembre de 1905–13 de marzo de 1951) fue un escritor japonés y un sobreviviente del bombardeo atómico de Hiroshima, conocido por sus obras de literatura de la bomba atómica.

## Biografía
Hara nació en Hiroshima en 1905. Fue un sobreviviente del bombardeo atómico de Hiroshima. Cuando era un estudiante de secundaria se familiarizó con la literatura rusa, y también comenzó a escribir poesía. Particularmente admiraba a los poetas Murō Saisei y Paul Verlaine. Se graduó del departamento de literatura inglesa de la Universidad de Keiō, y trabajó como autor profesional a partir de 1935.
Su esposa Sadae enfermó en 1939, y murió en 1944. Una vez dijo de ella, «si debo perder a mi esposa, sólo viviría un año más para dejar atrás una colección de poemas tristes y hermosos». Un año más tarde, justo antes del primer aniversario de su muerte, Hara se vio expuesto al bombardeo atómico de Hiroshima en la casa de sus padres en Motomachi. Estas dos experiencias traumáticas se convirtieron en el foco de su trabajo.
Natsu no Hana (Flores de Verano), su obra más conocida, por la cual recibió el primer Premio takitaro Minakami, fue completada alrededor de agosto de 1946, pero no fue publicada hasta junio de 1947. Dos secciones más a fondo de la obra se publicaron más tarde: Desde las Ruinas (Haikyou kara) en 1947, y Preludio a la Aniquilación (Kaimetsu no joukyoku) en 1949. En obras como Flores de Verano y Chinkonka (Requiem, 1949), Hara describe y relata su terrible experiencia del bombardeo atómico. También produjo varios poemas del mismo tema, los cuales son probablemente más conocidos dentro de Japón.
Su trabajo final, Shingan no kuni (La Tierra del Deseo del Corazón, 1951) se podía leer como su carta de suicidio. Se suicidó en Tokio el 13 de marzo de 1951, al acostarse en las vías esperando a que pase un tren. Su frágil estado mental se había agravado con el inicio de la Guerra coreana, la cual parecía confirmar su presentimiento de que a la historia le esperaba un oscuro futuro.

## Conmemoración
Un epitafio de Tamiki Hara fue originalmente construido por sus amigos en la zona del Castillo Hiroshima. Pero se convirtió en un objetivo de gente que lanzaba piedras, la placa cerámica en el frente se dañó y la placa de cobre en la parte trasera fue arrancada. Entonces fue remodelada y movida al sitio actual, al lado de la Cúpula de la Bomba Atómica.
En el monumento está inscrito el poema de su última obra, que se lee:
Grabado en piedra hace mucho,
Perdido en la arena movediza,
En medio de un mundo que se derrumba,
La visión de una flor.
（遠き日の石に刻み/砂に影おち/崩れ墜つ/天地のまなか/一輪の花の幻）
El aniversario de la muerte de Tamiki Hara fue nombrado Kagenki (花幻忌) a partir de este poema. Una sociedad del mismo nombre fue fundada en septiembre del 2000, por aquellos que aman sus obras literarias. La sociedad realizó una exhibición de materiales relacionados con él para conmemorar el aniversario número 50 de su muerte en 2001, y tiene un servicio memorial en su monumento cada año.